# 데이비드 L. 윌리엄스
데이비드 L. 윌리엄스(David L. Williams, 1953년 5월 28일 ~ )는 미국의 정치인이다.

## 학력
- 켄터키 대학교 인문사회 학사
- 루이빌 대학교 법무박사

## 경력
- 1985.01 ~ 1987.01 켄터키주 제78구 하원의원
- 1987.01 ~ 2012.11 켄터키주 제16구 상원의원
- 1999.01 ~ 1999.08 켄터키 상원 공화당 소수당 원내대표
- 2000.01 ~ 2012.11 켄터키주 상원의장

## 역대 선거 결과
| 선거명      | 직책명                       | 대수  | 정당   | 득표율  | 득표수    | 결과 | 당락                   |
| ----------- | ---------------------------- | ----- | ------ | ------- | --------- | ---- | ---------------------- |
| 1984년 선거 | 하원의원 (켄터키 제53선거구) | -대   | 공화당 | 100.00% | 9,325표   | 1위  | 켄터키주 하원의원 당선 |
| 1986년 선거 | 상원의원 (켄터키 제16부)     | -대   | 공화당 | 55.63%  | 14,461표  | 1위  | 켄터키주 상원의원 당선 |
| 1990년 선거 | 상원의원 (켄터키 제16부)     | -대   | 공화당 | 100.00% | 11,246표  | 1위  | 켄터키주 상원의원 당선 |
| 1992년 선거 | 상원의원 (켄터키 제3부)      | 103대 | 공화당 | 35.81%  | 476,604표 | 2위  | 낙선                   |
| 1994년 선거 | 상원의원 (켄터키 제16부)     | -대   | 공화당 | 100.00% | 10,833표  | 1위  | 켄터키주 상원의원 당선 |
| 1998년 선거 | 상원의원 (켄터키 제16부)     | -대   | 공화당 | 100.00% | 13,332표  | 1위  | 켄터키주 상원의원 당선 |
| 2002년 선거 | 상원의원 (켄터키 제16부)     | -대   | 공화당 | 100.00% | 18,518표  | 1위  | 켄터키주 상원의원 당선 |
| 2006년 선거 | 상원의원 (켄터키 제16부)     | -대   | 공화당 | 71.79%  | 21,570표  | 1위  | 켄터키주 상원의원 당선 |
| 2010년 선거 | 상원의원 (켄터키 제16부)     | -대   | 공화당 | 100.00% | 24,484표  | 1위  | 켄터키주 상원의원 당선 |
| 2011년 선거 | 켄터키 주지사                | 61대  | 공화당 | 35.29%  | 294,034표 | 2위  | 낙선                   |

## 참고 자료
- 위키미디어 공용에 데이비드 L. 윌리엄스 관련 미디어 분류가 있습니다.